# Ammophila tyrannica
Ammophila tyrannica är en biart som beskrevs av Cameron 1890. Ammophila tyrannica ingår i släktet Ammophila och familjen grävsteklar. Inga underarter finns listade i Catalogue of Life.